# Antigameratus
Antigameratus – średniowieczny polski poemat satyryczny w języku łacińskim, napisany po roku 1320 przez kanonika krakowskiego Frowinusa.
Tytuł utworu pochodzi od słowa gamrat, oznaczającego „nierządnika”. Dzieło piętnuje wady różnych grup ludzkich, m.in. biskupów, księży, panujących, sędziów, panów, sług, małżonków, rolników, oraz opisuje złe zachowania, przestrzegając przed ich zgubnymi skutkami. Obok napiętnowania wad utwór zawiera też nauki moralne i pozytywne wzory do naśladowania.
Antigameratus składa się z ponad 400 leoninów podzielonych na 13 rozdziałów. Stanowi nie tylko dzieło moralistyczne, ale również pomoc dydaktyczną do nauki łaciny. Utwór zawiera przykłady środka poetyckiego zwanego aequivocum (ekwiwokum), polegającego na umieszczaniu w bliskim sąsiedztwie wyrazów o identycznym brzmieniu, ale odmiennym znaczeniu (np. facies jako twarz i czynisz). Ekwiwoka pojawiają się we wszystkich wersach poematu.